# Traité de Jaffa (1229)
Pour les articles homonymes, voir Traité de Jaffa.

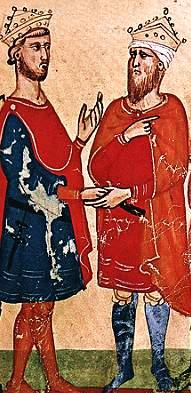
Frédéric II, empereur du Saint-Empire romain germanique, signe une trêve de dix ans avec al-Kamil, reprenant Jérusalem, Nazareth et Bethléem sans engagement militaire ni soutien de la papauté.

Le traité de Jaffa de 1229, entre l'empereur Frédéric II et le sultan Al-Kāmil  met fin à la sixième croisade.

## Motivations du traité
L'empereur germanique Frédéric II entreprit le voyage de Syrie à l'appel du sultan Al-'Kāmil. La chronique musulmane du Collier de perles indique clairement que le sultan demanda à Frédéric II  « de venir en Syrie, à Acre, en promettant, si Frédéric l'aidait contre el-Mouazzam, de rendre aux Francs la ville de Jérusalem». El-Kâmil craignait en effet que son aîné, le roi de Damas ne le détrône, aidé pour cela par les Mongols de Gengis-Khan. « Ainsi, tandis que la papauté enjoignait à Frédéric II de partir pour l'Orient et d'y diriger la guerre sainte contre le sultan, le sultan l'invitait à y venir en ami et en allié pour le défendre contre son frère et les associés de son frère, c'est-à-dire contre les remous de barbarie propagés du fond de l'Asie centrale par la tourmente mongole. ».

## Signature du traité
Le traité est signé le 11 février 1229 par l'Empereur Frédéric II et le sultan Al-'Kāmil. 
Si les motivations du sultan sont claires, celles de l'empereur le sont un peu moins. Excommunié en 1227 pour ne pas avoir tenu sa promesse de mener la guerre sainte, la signature d'un accord avec les musulmans ne pouvait satisfaire le courroux du Saint Siège. Les chroniques d'époque laissent penser que les deux hommes, qui se sont entendus auparavant, ont simulé une bataille imminente évitée de justesse par la signature du traité de Jaffa. Cette hypothèse est d'autant plus recevable que les deux hommes qui sont amis ne souhaitaient certainement pas prendre les armes l'un contre l'autre.

## Clauses du traité
Ce traité reprend les termes d'un traité que le sultan Al-'Kāmil avait proposé, durant la cinquième croisade, lors de négociations qu'il avait entreprises afin de faire lever le siège de Damiette.
Selon les termes du traité, Frédéric II acquiert Jérusalem, Nazareth et Bethléem ainsi que les agglomérations, villages et hameaux qui se trouvent sur la route qui permettent d'accéder à chacune de ces villes depuis Saint-Jean-D'Acre. La contrepartie du traité est que l'Empereur ne prenne pas possession des lieux saints de l'islam.
Par ce traité, Frédéric II obtient une trêve de dix ans. 

## Conséquences du traité
Frédéric II entre le 17 mars 1229 à Jérusalem et s'y couronne lui-même. 
Le corridor de sécurité négocié par Frédéric II pour les pèlerins est très vite emprunté par les chrétiens désireux de se rendre sur les lieux saints.
Le traité révulsa le patriarche de Jérusalem qui en envoya une traduction au pape accompagnée d'un commentaire indigné.
La chrétienté n'accepte pas que l'empereur ait négocié avec un musulman. La croisade qu'il avait promise à la papauté ne pouvait avoir d'autre but que la récupération de la totalité des territoires, d'autre forme que l'écrasement militaire du sultan et des musulmans en général. Frédéric II a donc dressé contre lui le pape et les Ordres militaires. Sa victoire est reçue par le peuple chrétien comme « la visite du « sultan d’Italie » à son ami, le sultan d’Égypte ».